# Thirtysomething
Thirtysomething é uma série de televisão norte-americana sobre um grupo de baby boomers nos seus trinta anos, originalmente transmitida pela ABC, entre 1987 e 1991.
A série venceu o prémio Emmy de melhor série dramática e o Globo de Ouro em 1988.
Em 2002, Thirtysomething estava classificada no nº 19 na lista TV Guide's 50 Greatest TV Shows of All Time.

## Elenco
- Ken Olin : Michael Steadman
- Mel Harris : Hope Steadman
- Melanie Mayron : Melissa Steadman
- Timothy Busfield : Elliot Weston
- Patricia Wettig : Nancy Weston
- Luke Rossi : Ethan Weston
- Jordana Shapiro : Brittany Weston
- Peter Horton : Gary Shepherd
- Patricia Kalember : Susannah Shepherd
- Polly Draper : Ellyn Warren